# Dimitar Berbatov
Dimitar Ivanov Berbatov (født 30. januar 1981 i Blagoevgrad) er en bulgarsk fodboldspiller. Gennem karrieren har han spillet for blandt andet Bayer Leverkusen, Tottenham, Manchester United og Fulham. Han er fire gange blevet kåret til årets fodboldspiller i Bulgarien.

## Biografi
Berbatovs far Ivan var en professionel fodboldspiller i den lokale klub Pirin Blagoevgrad, og hans mor Margarita var en professionel håndboldspiller. Som ung støttede Berbatov A.C. Milan, og sammelignede sig selv med Marco van Basten indtil EM 1996 i England, da han var femten år og opdagede en ny rollemodel i Alan Shearer som spillede for Newcastle United dengang, og derfor sov Berbatov endda i en Newcastle-trøje. Hans mor udtalte senere at Dimitars drøm var at spille for Newcastle en dag. Berbatov lærte at tale engelsk ved at se The Godfather-filmene. Uden for fodbold er hans hobbyer tegning og basketball.
Berbatov er sponsor til børns velgørenhed i sin hjemby i Bulgarien, han støtter fem plejefamilier. Han har også planer om at åbne et fodboldakademi i sin hjemby.

## Klubkarriere

### Tidlig karriere
Berbatovs karriere begyndte i Pirin Blagoevgrad, hvor han fortsatte indtil han blev spottet af den legendariske spejder og træner Dimitar Penev.

### CSKA Sofia
I en alder af kun 17, flyttede Berbatov til CSKA Sofia og gik dermed i sin fars fodspor, der også spillede for klubben som venstre wing og senere som en forsvarer. Han spillede for CSKA Sofia i den bulgarske A PFG fra 1998 til januar 2001. Han fik sin debut som 18-årig i 1998-99-sæsonen. Han begyndte at gøre sit navn kendt det følgende år, da han scorede 14 mål i 27 ligakampe og vandt Bulgarian National Cup i 1999.

### Bayer Leverkusen
En periode med 9 mål i 11 kampe i 2000-01 var nok til at overbevise Bayer Leverkusen til at skrive kontrakt med Berbatov i januar 2001. Berbatov havde en langsom start i sin Leverkusen-karriere med blot 16 mål i sine første 67 optrædener for klubben. Han fik dog en afgørende rolle i Leverkusens rolle i sæsonens udgave af Champions League. I sin første sæson med klubben, præsterede han udover en mindeværdig soloindsats mod Lyon med et fremragende stykke dygtighed, også et mål mod Liverpool i kvartfinalen. Berbatov spillede også en stor del af tiden i finalen mod Real Madrid, da han blev skiftet ind i stedet for Thomas Brdaric efter 38 minutter.
Berbatov sluttede sin første hele sæson i Leverkusen (2001-02) på andenpladsen i Bundesligaen, samt en finaledeltagelse i DFB-Pokal. I løbet af 2002-03 Bundesliga-sæsonen etablerede Berbatov sig som førstevalg i Bayer Leverkusen, men det var først i 2003-04-sæsonen, at han virkelig begyndte at skinne igennem med scoringer, da han lavede 16 mål i 24 kampe. De følgende to sæsoner udviklede han sig i endnu højere grad, da han nettede 46 gange, heraf fem i Champions League 2004-05, som gjorde at hans talent blev bevidstgjort og skabte interesse fra klubber i hele Europa.

### Tottenham Hotspur
Spekulationer gik i høj grad på et potentielt skifte i 2004 for den nykårede årets fodboldspiller i Bulgarien. Men det var først i maj 2006, at Berbatov endelig tilsluttede sig Premier League-klubben Tottenham Hotspur for et beløb på 120 millioner kr, der gjorde ham til den dyreste bulgarske fodboldspiller nogensinde. Efter at være blevet udstedt en arbejdstilladelse, var handlen afsluttet og Berbatov tiltrådte i Tottenham den 1. juli 2006. Han scorede to mål på ti minutter i sin første kamp som Tottenham-spiller mod Birmingham City i en venskabskamp.
Bebatov scorede sit første ligamål for Tottenham to minutter inde i sin hjemmedebut i en Premier League-kamp mod Sheffield United på White Hart Lane. Han udviklede hurtigt et stærkt samarbejde med angrebskolegaen, Robbie Keane. På trods af træner Martin Jol's kendte rotationssystem, blandt andet med sine angribere, fik Berbatov alligevel etableret sig som fast førstevalgsangriber i klubben. Han scorede fem mål i fire kampe i gruppefasen af UEFA Cuppen, og med sine præstationer modtog han to gange prisen som "Man of the match" i gruppespillet mod Besiktas og Club Brugge.
På trods af hans gode form i den europæiske turnering, tog det lidt tid for Berbatov at tilpasse sig i Premier League. Men han begyndte snart at tilpasse sig ligaen da han blandt andet med en fremragende indsats mod Wigan, scorede et mål og skabte de to andre i en 3-1-sejr. Den 9. december 2006 scorede Berbatov sit første Premier League-mål for Spurs i en 5-1 sejr mod Charlton Athletic.
Berbatov kom på banen i anden halvleg mod Fulham i FA Cuppen, hvor han scorede sine første to mål i turneringen. Berbatov scorede sit første mål ude i Premier League på Goodison Park mod Everton med et skud fra kanten af straffesparkstedet efter et oplæg af holdkammeraten, Aaron Lennon, i en kamp som Spurs endte med at vinde 2-1.
Berbatov og Spurs-holdkammeraten Robbie Keane blev begge to vindere af Månedens Spiller i Premier League-prisen i april, hvilket var de første spillere til at dele tildelingen siden Arsenals Dennis Bergkamp- og Edu i fællesskab fik tildelingen tilbage i februar 2004.
På baggrund af hans meget imponerende indsatser især i den sidste halvdel af sæsonen, modtog Berbatov prisen som årets spiller i Tottenham Hotspur. En flot hæder efter hans første sæson i klubben. Berbatov sluttede sin første sæson i Tottenham Hotspur (2006-07) med 12 mål i 33 optrædener i Premier League samt 11 assists.
Efter at Spurs snævert havde tabte til Arsenal i et North London derby den 22. december 2007, sammenlignede Arsenal-manager Arsène Wenger Berbatov med Thierry Henry.
Hans første hattrick for Spurs kom den 29. december 2007, efter at han scorede fire mål i en 6-4 sejr mod Reading på White Hart Lane.
Berbatov spillede sin første Cup-finale for Tottenham den 24. februar 2008 i Football League Cup på Wembley Stadium mod Chelsea. Berbatov scorede det udlignende mål på straffespark, og i den efterfølgende forlængede spilletid kunne holdkammeraten Jonathan Woodgate heade pokalen hjem til White Hart Lane. Berbatov havde derfor vundet sit første trofæ i engelsk fodbold. Den 9. marts 2008 scorede Berbatov på et hovedstød i en 4-0 sejr over West Ham United.
Dette betød at hans Premier League-oversigt over mål for sæsonen nåed op på tolv, som var lig med hans forrige sæson i alt.
Han sluttede sæsonen med 15 ligamål og en samlet fortegnelse over 23 mål og 11 assists. Han scorede Tottenham's 100. sæsonmål, da Tottenham mødte Wigan den 19. april i et 1-1-opgør.
Sæsonen 2008-09 begyndte hektisk for Berbatov. Igennem sommeren havde han ytret sit ønske om at skifte til en større klub, og da de engelske mestre Manchester United stod klar til at betale hans købspris begyndte hele transfer-sagaen. Berbatov trænede med Spurs, men blev alligevel droppet til kampene mod Sunderland og Chelsea. United-træner, Alex Ferguson forsøgte at minimerer disse rygter, og beskrev det som "mindre optimistisk" at man ville sikre sig nye underskrifter inden afslutningen af transfervinduet.

### Manchester United
Efter mange spekulationer, afsluttede Berbatov sit skifte til Manchester United den 1. september 2008 for en overgangssum på hele 329 millioner kr., plus at Fraizer Campbell tilsluttede sig Tottenham på et sæsonlangt lån som et led i aftalen. Dette skete til trods for at Tottenham også kunne acceptere et tilbud for Berbatov fra Manchester City på samme dag. Berbatovs kontraktvarighed løb på 4 år, og han blev tildelt trøje nummer 9, som tidligere havde tilhørt Louis Saha. Berbatov insiterede på baggrund af sit skifte til Manchester United, at han aldrig havde overvejet et skift til Manchester City.
Berbatov fik sin debut for Manchester United mod rivalen Liverpool på Anfield Road. Berbatov leverede en assist til et mål af hans nye angrebskollega, Carlos Tevez. Berbatov scorede sine første to mål for Manchester United i deres 3-0 sejr ude mod AaB i Champions League-gruppespillet den 30. september 2008. Han scorede sit første ligamål for United med det tredje mål i 4-0 sejren over West Bromwich Albion den 18. oktober 2008.
Den 29. december 2008 scorede han vindermålet mod Middlesbrough, og sikrede Manchester United en 1-0 sejr.

## Karrierestatistikker
| Klub              | Sæson          | Liga | Liga | Cup | Cup | Liga Cup | Liga Cup | Kontinental | Kontinental | Andre | Andre | I alt | I alt |
| Klub              | Sæson          | Kmp  | Mål  | Kmp | Mål | Kmp      | Mål      | Kmp         | Mål         | Kmp   | Mål   | Kmp   | Mål   |
| ----------------- | -------------- | ---- | ---- | --- | --- | -------- | -------- | ----------- | ----------- | ----- | ----- | ----- | ----- |
| CSKA Sofia        | 1998–99        | 11   | 3    | 5   | 3   | -        | -        | 0           | 0           | 0     | 0     | 16    | 6     |
| CSKA Sofia        | 1999–00        | 27   | 14   | 4   | 2   | -        | -        | 2           | 0           | 0     | 0     | 33    | 16    |
| CSKA Sofia        | 2000–01        | 12   | 8    | 0   | 0   | -        | -        | 4           | 7           | 0     | 0     | 16    | 15    |
| CSKA Sofia        | I alt          | 50   | 25   | 9   | 5   | -        | -        | 6           | 7           | 0     | 0     | 65    | 37    |
| Bayer Leverkusen  | 2000–01        | 6    | 0    | 0   | 0   | 0        | 0        | 0           | 0           | 0     | 0     | 6     | 0     |
| Bayer Leverkusen  | 2002–03        | 24   | 8    | 6   | 6   | 0        | 0        | 11          | 2           | 0     | 0     | 41    | 16    |
| Bayer Leverkusen  | 2002–03        | 24   | 3    | 0   | 0   | 0        | 0        | 7           | 2           | 0     | 0     | 31    | 5     |
| Bayer Leverkusen  | 2003–04        | 33   | 16   | 3   | 3   | 0        | 0        | 0           | 0           | 0     | 0     | 36    | 19    |
| Bayer Leverkusen  | 2004–05        | 33   | 20   | 1   | 1   | 0        | 0        | 10          | 5           | 0     | 0     | 44    | 26    |
| Bayer Leverkusen  | 2005–06        | 34   | 21   | 2   | 3   | 0        | 0        | 2           | 0           | 0     | 0     | 38    | 24    |
| Bayer Leverkusen  | I alt          | 154  | 68   | 12  | 13  | 0        | 0        | 30          | 9           | 0     | 0     | 196   | 90    |
| Tottenham Hotspur |                |      |      |     |     |          |          |             |             |       |       |       |       |
| 2005-06           | 33             | 12   | 5    | 3   | 3   | 1        | 8        | 7           | 0           | 0     | 49    | 23    |       |
| 2006-07           | 36             | 15   | 2    | 2   | 6   | 1        | 8        | 5           | 0           | 0     | 52    | 23    |       |
| 2008-09           | 1              | 0    | 0    | 0   | 0   | 0        | 0        | 0           | 0           | 0     | 1     | 0     |       |
| I alt             | 70             | 27   | 7    | 5   | 9   | 2        | 16       | 12          | 0           | 0     | 102   | 46    |       |
| Manchester United | 2008-09        | 10   | 2    | 0   | 0   | 0        | 0        | 3           | 4           | 0     | 0     | 13    | 6     |
| Manchester United | I alt          | 10   | 2    | 0   | 0   | 0        | 0        | 3           | 4           | 0     | 0     | 13    | 6     |
| Karriere i alt    | Karriere i alt | 290  | 122  | 28  | 23  | 9        | 2        | 55          | 32          | 0     | 0     | 376   | 179   |

Statistikkerne er præcise indtil kampe spillet før den 15. november 2008

## Honours

### CSKA Sofia
- Bulgarian Cup: 1999

### Tottenham
- Football League Cup: 2007-08

### Manchester United
- Premier League: 2008-09
- FIFA Club World Cup: 2008

### Individuel
- Årets Fodboldspiller i Bulgarien: 2002, 2004, 2005, 2007, 2008
- Man of the Year (Bulgarien)
- FA Premier League Player of the Month: April 2007
- PFA Team of the Season: 2006-07

## Eksterne links
- Dimitar Berbatovs opslag i Munzinger Sportsarchiv (tysk)
- Dimitar Berbatovs spillerprofil hos FIFA (engelsk)
- Dimitar Berbatovs spillerprofil hos UEFA (engelsk)
- Dimitar Berbatovs profil hos Tysklands fodboldforbund (tysk)
- Dimitar Berbatovs profil hos L’Équipe (fransk)
- Dimitar Berbatovs profil hos EU-football.info (engelsk)
- Dimitar Berbatovs spillerprofil på Transfermarkt (engelsk)
- Dimitar Berbatovs trænerprofil på Transfermarkt (engelsk)
- Dimitar Berbatovs spillerprofil på national-football-teams.com (engelsk)
- Dimitar Berbatovs profil på WorldFootball.net (engelsk)

| Priser                      | Priser                                      | Priser                         |
| --------------------------- | ------------------------------------------- | ------------------------------ |
| Foregående: Georgi Ivanov   | Årets Fodboldspiller i Bulgarien 2002       | Efterfølgende: Stiliyan Petrov |
| Foregående: Stiliyan Petrov | Årets Fodboldspiller i Bulgarien 2004, 2005 | Efterfølgende: Martin Petrov   |
| Foregående: Martin Petrov   | Årets Fodboldspiller i Bulgarien 2007       | Efterfølgende: etableres       |